# Hypsirhynchus melanichnus
Hypsirhynchus melanichnus — вид змій родини полозових (Colubridae). Ендемік острова Гаїті.

## Поширення і екологія
Hypsirhynchus melanichnus відомі за двома зразками, зібраними в 1862 і 1910 роках. Вони жили в тропічних лісах, вели наземний спосіб життя, відкладали яйця.

## Збереження
МСОП класифікує цей вид як такий, що перебуває на межі зникнення. Після того, як наприкінці 19 століття на Гаїті були інтродуковані малі індійські мангусти, популяція цього виду значно скоротилася та, можливо, повністю вимерла. У разі, якщо реліктова популяція цих змій існує у дикій природі, то вона, імовірно, не перевищує 50 особин.